# 前170年代
| 千纪： | 前1千纪 |
| 世纪： | 前3世纪 \| 前2世纪 \| 前1世纪                                                                              |
| 年代： | 前200年代 \| 前190年代 \| 前180年代 \| 前170年代 \| 前160年代 \| 前150年代 \| 前140年代                    |
| 年份： | 前179年 \| 前178年 \| 前177年 \| 前176年 \| 前175年 \| 前174年 \| 前173年 \| 前172年 \| 前171年 \| 前170年 |

前170年代從前179年1月1日開始，於前170年12月31日結束。

## 大事记
- 前179年，南越帝趙佗去帝號，復稱王，臣屬汉朝。
- 前178年，廢誹謗妖言令。
- 前177年，匈奴右賢王入侵，復居河南地。濟北王劉興居叛，兵敗自殺。
- 前176年，漢文帝劉恒誣絳侯周勃謀反，下獄後釋放。
- 前175年，漢政府更造四銖錢，廢盜錢令。
- 前174年，老上單于稽粥嗣位。賈誼上治安策。
- 前172年，封淮南厲王劉長四子劉安等侯爵。

## 逝世
- 前174年，劉長，淮南厉王
- 前174年，匈奴冒頓單于